# Yoshijiro Urushibara
Yoshijiro Urushibara (Japans: 漆原木虫) (Tokio, 12 maart 1889 – Japan, 6 januari 1953) was een Japanse prentkunstenaar. Hij is ook bekend onder het pseudoniem Mokuchu.

## Biografie
Yoshijiro Urushibara werd geboren in Tokio in de wijk Shiba als vierde zoon in het gezin. Twee van zijn oudere broers waren houtsnijder. In de jaren 1900-1910 werd hij zelf graveur bij de Shimbi Shoin-drukkerij in Tokio. Hij werd in 1908 met andere Japanse kunstenaars en ambachtslieden naar Londen gestuurd om deel te nemen aan de voorbereiding van de Japans-Britse tentoonstelling die werd gehouden van 14 mei tot 29 oktober 1910 in de wijk White City. Het doel van deze tentoonstelling was een positief beeld van Japan te geven en de Japanse kunst en techniek te promoten.
Na de tentoonstelling keerde Urushibara niet terug naar Japan. In december 1910 vertrok hij naar Frankrijk en verbleef tot 1912 in Parijs, waar hij kunstenaars als Prosper-Alphonse Isaac en Jules Chadel hielp de technieken van de Japanse prentkunst onder de knie te krijgen.
Terug in Londen werkte Urushibara in het British Museum, waar hij verantwoordelijk was voor de restauratie van Japanse en Chinese werken. Van 1917-1918 wijdde hij zich aan zijn werk als graveur en werkte hij in het bijzonder samen met Frank Brangwyn; hij maakte  talrijke gravures van tekeningen van laatstgenoemde. Het was in deze tijd dat hij het pseudoniem "Mokuchu" aannam.
Urushibara keerde meerdere keren terug naar Frankrijk. In 1921 behaalde hij een eervolle vermelding bij de Salon des artistes français. Op 1 augustus 1927 werd hij door de minister van Openbaar Onderwijs en Schone Kunsten Édouard Herriot benoemd tot academieofficier.
Urushibara trouwde in 1928 met Takae Kojima. Ze kregen twee kinderen, een dochter, Hideko (1929-2002), en een jongen, Ichiro (geboren in 1930).
Vanaf 1931 droeg hij bij aan een tijdschrift, The Color Print Club Journal, opgericht door William Giles , gebaseerd op een samenwerking met kunstenaars, als de graveur Sydney Lee (graveur), de kunstenaars William Monk,  Allen W. Seaby en Émile Antoine Verpilleux.
In oktober 1940, voorafgaand aan de deelname van Japan aan de oorlog, verliet hij Engeland en arriveerde op 8 januari 1941 in Yokohama.

## Werk
- Notre-Dame de Paris, houtsnede gedrukt in kleuren, aquarel.
- Begijnhof van Brugge (1919), Honolulu Museum of Art.[5]
- Houten brug, Harvard Art Museums, Arthur M. Sackler Gallery, nr. inv. 1978.439,[6]